# Чуйська долина

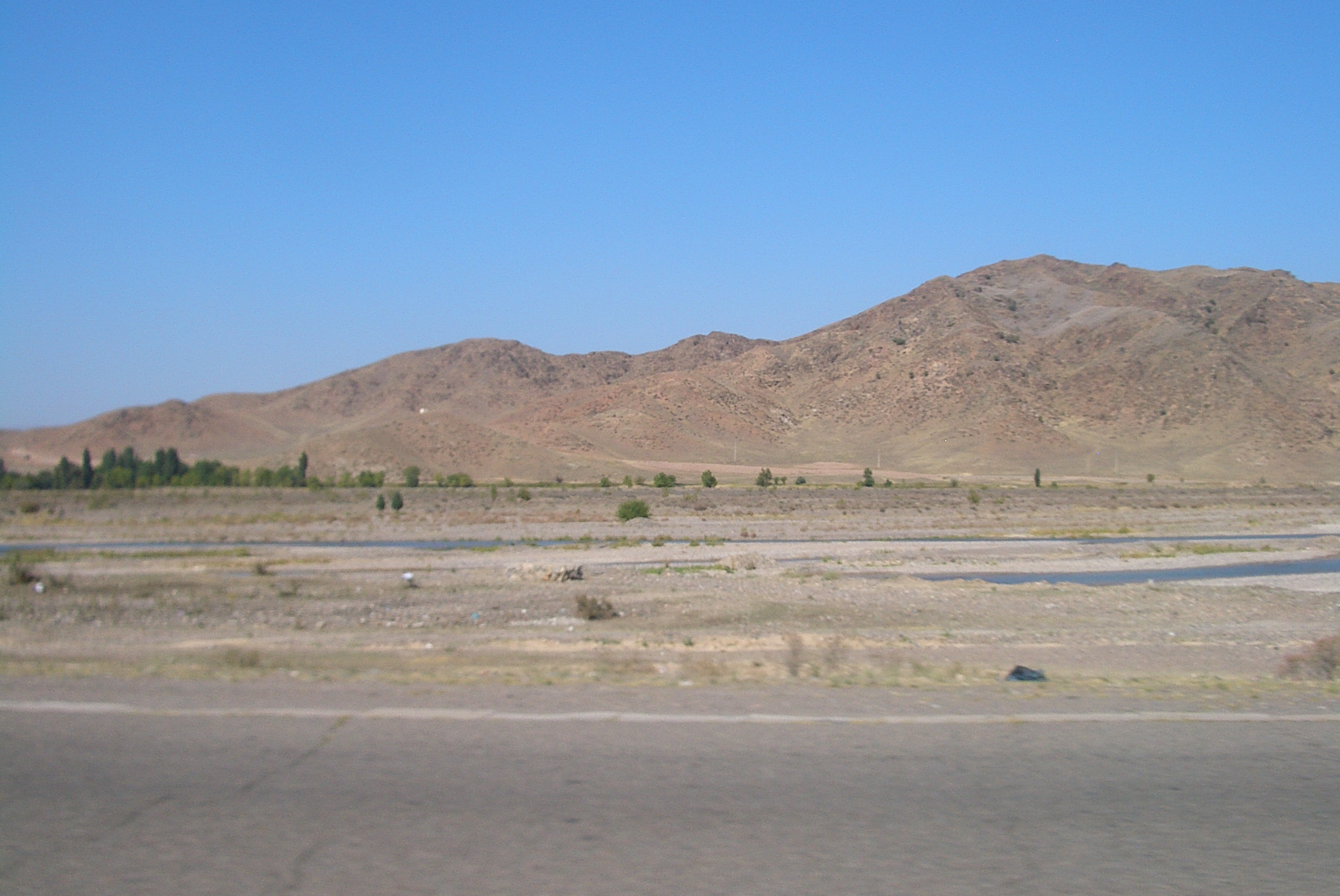
У південно-східній частині Чуйської долини (на схід від гори Токмак)

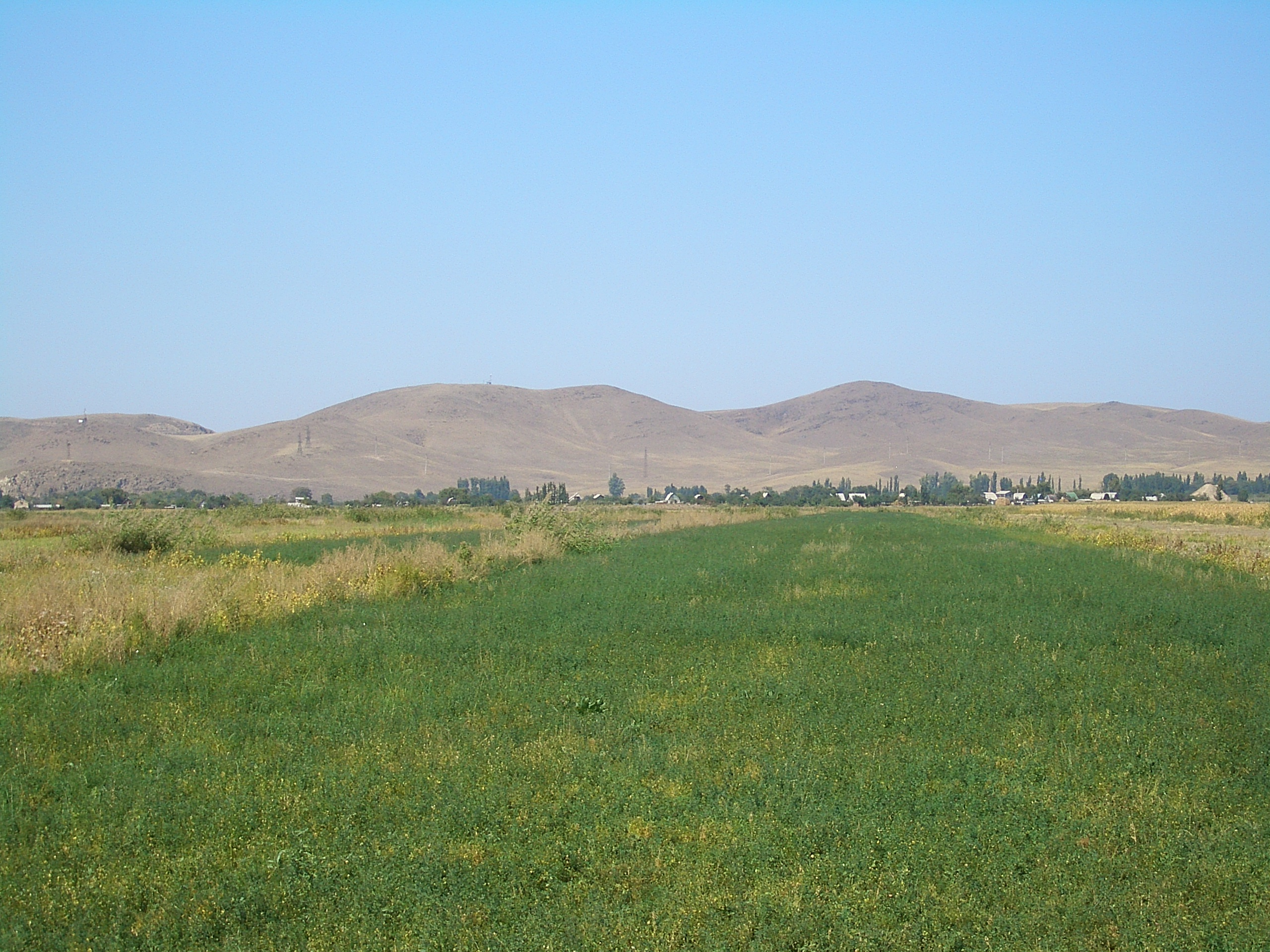
Зрошувані поля біля села Милянфан в Чуйській області Киргизстану. Пагорби на обрії — вже на північному боці річки, в Жамбилській області Казахстану

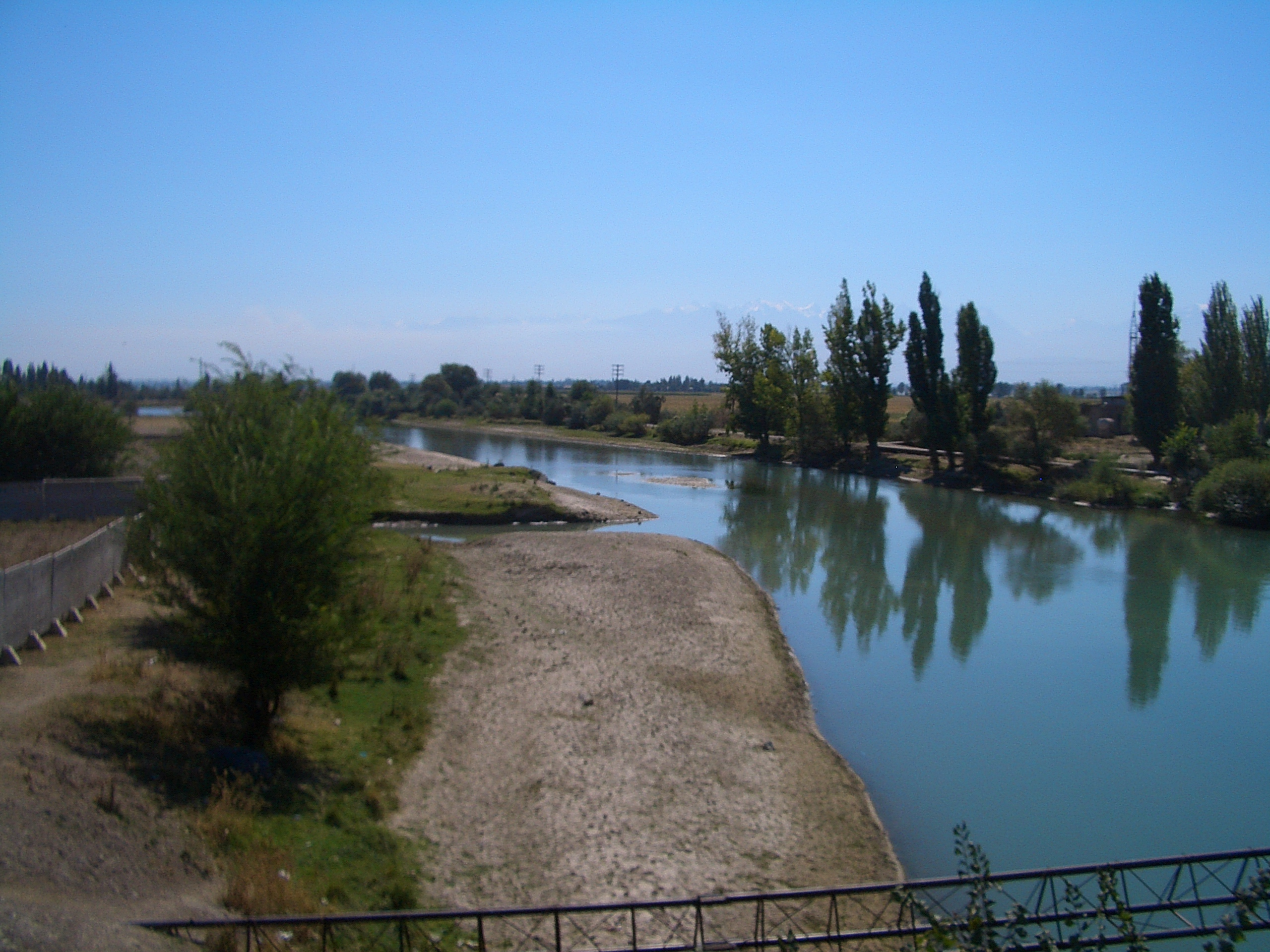
На Чу біля Кордайського КПП (киргизько-казахський кордон)

42°50′00″ пн. ш. 75°17′00″ сх. д. / 42.8333° пн. ш. 75.2833° сх. д.
Чу́йська долина (кирг. Чүй өрөөнү; каз. Шу аңғары) — частина долини річки Чу в її середній течії, від Боомської ущелини до східної околиці пісків Муюнкум, обмежена Чу-Ілійськими горами і Киргизьким Ала-Тоо. Східна частина (до річки Аспара) — в межах Киргизстану, далі — на території Казахстану. Довжина близько 250 км, ширина від 10-15 км на південному сході і до 100 км на північному заході. Висота над рівнем моря 500 —1300 м.
У геологічному відношенні — синклінальне прогинання, складене мезо-кайнозойськими пухкими і слабкозцементованими відкладеннями, які зверху прикриті глинястими, піщано-галечниковими наносами річки Чу і її лівих приток.
Клімат континентальний, зі спекотним сухим літом, помірно холодною зимою. Опадів 250—500 мм на рік, випадають головним чином навесні. Безморозний період 180 діб.
Основна водна артерія — річка Чу. Багата і підземними водами. Природні ландшафти — пустелі, напівпустелі і сухі степи на сероземних і сіро-бурих ґрунтах — сильно перетворені, на зрошуваних землях — культурні ландшафти. Порізана складною системою іригаційних каналів, створені численні ставки і водосховища.
Найбільш густонаселена частина Киргизстану з розвиненим промисловим і сільськогосподарським виробництвом. Основні культури землеробства: цукровий буряк, зернові, кормові, овочеві; основні галузі тваринництва: скотарство, свинарство, птахівництво, вівчарство.
У Чуйській долині розташована столиця Киргизстану — Бішкек, міста Токмак, Кара-Балта, Кант, численні села, а також міста: Бурану, Шиш-Дебе, Сариг, Суяб, Карран-Жуван тощо.

## Виробництво конопель
Чуйська долина — місце масового зростання диких конопель із яскраво вираженими психотропними властивостями. Займає близько 140 000 га, що дозволяє щорічно збирати до 5000 т марихуани, яку тут називають анашею. Збором займаються місцеві мешканці, зазвичай на замовлення гуртових торговців.
Оскільки законодавство Казахстану прирівнює коноплі до наркотиків, долину постійно патрулює кінна поліція, спеціальні підрозділи викошують і спалюють коноплю, а останнім часом було здійснено спроби знищувати її за допомогою дефоліантів.
До 1960-х років дика чуйські коноплі були відомі тільки місцевим мешканцям, згодом її відкрили для себе радянські хіпі, які зробили долину місцем для ґанджа-турів. Збільшення попиту на марихуану підтягнуло інтерес кримінальних структур. У 1970-ті роки було здійснено спроби організувати в долині підпільне виробництво гашишу, однак дикоросла трава виявилася недостатньо якісною для цієї мети, а місце вже набуло занадто широкої популярності, що не дозволяло вирощувати там високоякісні індійські сорти. Відтак культурну коноплю вирощують у менш відомих районах Казахстану (Талдикурганському, Алматинському, Кизилординському), а чуйська трава, як і раніше, зростає сама собою. Про її властивості ходять легенди, які далеко не завжди відповідають дійсності.